# Pacto de contrahendo
Pacto de contrahendo, principalmente mencionado bajo el latinismo o locución latina pactum de contrahendo, es un término jurídico originado en el ámbito del Derecho Romano, que se refiere a un precontrato o acuerdo preliminar en el que dos o más partes se comprometen a negociar un futuro contrato o acuerdo formal sobre alguna materia determinada. Este pacto previo deviene, por tanto, en una posterior obligación de contratar y en indemnizaciones o sanciones en caso de faltarse a esta obligación. De manera que este precontrato se habría permitido, pero sujeto originalmente a los mismos requisitos de procedimiento que debían regir para el contrato final al que debía dar lugar.  Aun así, hay autores que, pese a reconocer el origen romano de la expresión y la existencia de figuras precontractuales y los respectivos ejemplos casuísticos en el aquella civilización, niegan que el Derecho Romano haya alcanzado el nivel de abstracción necesario para elaborar una suerte teoría al respecto.
Esto en general, pues los alcances precisos de la expresión pactum de contrahendo pueden variar y matizarse según sean los criterios de diversos autores, fuentes, jurisdicciones y materias del Derecho en el que se aplique, diferenciándose en algunos aspectos de otras formas precontractuales, como el similar pactum de negotiando. 

## Derecho internacional
Respecto al Derecho Internacional, por ejemplo, el Encyclopaedic Dictionary of International Law ("Diccionario Enciclopédico de Derecho Internacional") editado por la Universidad de Oxford, parte por señalar en la entrada respectiva que el "significado exacto (de pactum de contrahendo) es incierto", agregando que "por fortuna (la locución) es raramente utilizada".
Pese a esta afirmación han existido diversos casos en que el concepto ha sido el eje de asuntos y litigios internacionales. Por ejemplo en mayo del 2015 el concepto tuvo especial importancia en los alegatos de competencia realizados en la Corte Internacional de Justicia de La Haya, a raíz a la demanda interpuesta ante ese tribunal por Bolivia solicitando que se impusiera a Chile obligación de negociar un "acceso soberano al mar". En esa ocasión el Estado Plurinacional de Bolivia centró una parte importante de su exposición en argumentar la supuesta existencia de un pactum de contrahendo en ese sentido entre ambos estados.